# 麥克弗森鎮區 (明尼蘇達州布盧厄斯縣)
麥克弗森鎮區（英語：McPherson Township）是位於美國明尼蘇達州布盧厄斯縣的一個行政鎮區。

## 地方資料
麥克弗森鎮區的面積為91.70平方千米，當中陸地面積為90.70平方千米，而水域面積為1.00平方千米。根據2020年美國人口普查的數據，當地共有人口424人，而人口密度為每平方千米4.62人。